# Goran Nedeljković
Goran Nedeljković (serbisch-kyrillisch Горан Недељковић; * 20. August 1982 in Smederevo) ist ein ehemaliger serbischer Leichtgewichts-Ruderer, der vor 2002 für Jugoslawien und bis 2006 für Serbien und Montenegro antrat.

## Sportliche Karriere
Der 1,91 m große Goran Nedeljković gewann zusammen mit Ivan Smiljanić die Silbermedaille im Doppelzweier bei den Junioren-Weltmeisterschaften 1999. Bei der U23-Weltregatta 2001 erkämpfte Nedeljković mit Miloš Tomić den Titel im Leichtgewichts-Zweier ohne Steuermann, 2002 belegten die beiden den dritten Platz. Bei den Olympischen Spielen 2004 erreichten die beiden zusammen mit Veljko Urošević und Nenad Babović den siebten Platz im Leichtgewichts-Vierer ohne Steuermann. 
2007 startete Nedeljković wieder im Leichtgewichts-Vierer ohne Steuermann, das Erreichen des C-Finales bei den Weltmeisterschaften 2007 reichte nicht für die erhoffte Olympiaqualifikation für 2008. Bei den Europameisterschaften 2007 gewann der serbische Vierer in der Besetzung von 2004 die Silbermedaille hinter den Italienern. 2008 erhielt Miloš Tomić mit Goran Nedeljković die Bronzemedaille im Zweier bei den Weltmeisterschaften, bei den Europameisterschaften gewann der Vierer erneut Silber hinter den Italienern.